# Latvijas čempionāts futbolā 1925
L'edizione 1925 del Latvijas čempionāts futbolā fu la 5ª del massimo campionato lettone di calcio e fu vinta dal RFK Riga, giunto al suo secondo titolo.

## Formula
Il campionato era diviso in due fasi: in una prima fase era previsto un raggruppamento per le squadre di Riga e un altro per le squadre delle altre regioni lettoni.
Le sei squadre partecipanti al gruppo di Riga si incontrarono in turni di sola andata, per un totale di cinque incontri; erano previsti due punti per la vittoria, uno per il pareggio e zero per la sconfitta.
La seconda fase consisteva in una gara di spareggio tra i vincitori dei due gruppi.

## Prima Fase

### Classifica finale del Gruppo di Riga
|  | Pos. | Squadra        | Pt | G | V | N | P | GF | GS | DR  |
|  | ---- | -------------- | -- | - | - | - | - | -- | -- | --- |
|  | 1    | RFK Riga       | 9  | 5 | 4 | 1 | 0 | 23 | 5  | +18 |
|  | 2    | JKS Riga       | 8  | 5 | 4 | 0 | 1 | 15 | 6  | +9  |
|  | 3    | LSB Riga       | 6  | 5 | 3 | 0 | 2 | 11 | 16 | -5  |
|  | 4    | Amatieris Riga | 5  | 5 | 2 | 1 | 2 | 7  | 7  | +0  |
|  | 5    | Ķeizarmežs     | 2  | 5 | 1 | 0 | 4 | 8  | 19 | -11 |
|  | 6    | ASK Rīga       | 0  | 5 | 0 | 0 | 5 | 3  | 14 | -11 |

### Gruppo delle Province
- Squadra vincitrice: Olimpija Liepāja

## Seconda Fase

### Spareggio per il titolo
- RFK Riga - Olimpija Liepāja 4-3